# The Tortured Poets Department (canción)
«The Tortured Poets Department» es una canción de la cantautora estadounidense Taylor Swift y la pista titular de su decimoprimer álbum de estudio. Fue lanzada el 19 de abril de 2024, a través de Republic Records como la segunda pista del álbum. La canción fue escrita y producida por Swift y su colaborador de mucho tiempo, Jack Antonoff.

## Antecedentes
Swift anunció The Tortured Poets Department el 4 de febrero de 2024 en la 66.ª entrega anual de los premios Grammy durante su discurso de aceptación por el premio al «Mejor Álbum Vocal Pop». Poco después del anuncio, la portada del álbum fue compartida en su perfil de Instagram. El sitio web de Swift también permitió la preventa del álbum en formato vinilo, CD, casete y digital.

## Música y letra
«The Tortured Poets Department» hace referencia a varios músicos y escritores en sus letras, mencionando a Charlie Puth, Dylan Thomas y Patti Smith. Los nombres «Lucy» y «Jack» fueron interpretados por críticos musicales como la cantautora estadounidense Lucy Dacus y el productor de la canción, Jack Antonoff. Newsweek informó que Puth ganó 30 962 seguidores en Instagram en tres días después del lanzamiento de la canción.

## Recepción de la crítica
En un ranking de las 31 pistas de la edición de The Anthology de The Tortured Poets Department, Billboard ubicó la pista titular en el puesto 11. Jason Lipschutz escribió para la revista, diciendo «los tambores suenan ligeros y discretos mientras su voz se balancea y se dobla, y Swift hace referencia a amigos y colaboradores mutuos en medio del bonito tejido sintético y los coros de 'whoa-oh', dejando migas de pan para oyentes expertos mientras se adentra más en la fantasía sintética». Screen Rant colocó la canción en el puesto 21 en su ranking, con Lynn Sharpe escribiendo «los detalles hiperespecíficos y la escritura excesivamente conversacional en la pista titular son distracciones hasta el punto de que a veces sacan al oyente de la canción».